# Don Kikas
Emílio Camilo da Costa, mais conhecido como Don Kikas, é um cantor angolano nascido em Sumbe, Cuanza Sul. Vencedor de vários prémios, tais como "Música do Ano" em Angola em 1997 para o tema "Esperança Moribunda", "Disco do Ano" em 2000 para o álbum "Xeque-Mate", "Kizomba do Ano" em 2000 para o tema "Na Lama do Amor" , "Voz do Ano" em Angola no ano 2000, entre muitos outros...

## Discografia

### Álbuns
- (1995) 1 Sexy Baby
- (1997) 2 Pura Sedução
- (1999) 3 Xeque Mate
- (2003) 4 Raio X
- (2006) 5 Viagem
- (2011) 6 Regresso a Base